# Claus Seibert
Claus Seibert (* 4. Juni 1902 in Saarbrücken; † 13. Februar 1977 in Karlsruhe) war ein deutscher Jurist und von 1953 bis 1970 Richter am Bundesgerichtshof.

## Familie
Seiberts Vater Gustav Seibert war ebenfalls Richter, zuletzt Senatspräsident am Oberlandesgericht Hamm. Seine Mutter war die in der Zeit bis zum Zweiten Weltkrieg wohlbekannte Schriftstellerin Liesbet Dill, die sich in ihren Romanen sehr stark mit Frauenschicksalen im Kaiserreich und der Weimarer Republik auseinandergesetzt hat. Sein Vetter war der Generalstaatsanwalt der DDR Dr. Ernst Melsheimer. Sein Sohn ist der deutsche Jurist Ulrich Seibert.

## Leben
Nach seinem Abitur 1920 am Gymnasium Hammonense studierte Seibert Rechtswissenschaften in Tübingen, war dort Corpsstudent (Corps Franconia Tübingen) und promovierte 1924 an der Universität Münster im Römischen Recht. Er wurde 1936 als Kammergerichtsrat an das Kammergericht in Berlin berufen, schon kurz danach aber zum Kriegsdienst einberufen. Er war während des Krieges als Dolmetscher (italienisch, französisch) und Kriegsberichterstatter (Nordafrika) eingesetzt. Außerdem war er Kriegsgerichtsrat bei der 463.  Infanterie-Division. Insbesondere aus Tunesien berichtete er um 1943 für deutsche Zeitungen in eher romantisch-verklärenden und amüsanten Streiflichtern (Urlaub in einer Oase, Vormarsch im Regen, Jeija) ohne jegliche nationalsozialistische Propaganda aus dem Soldatenalltag. Zuletzt kamen aber auch beunruhigende Berichte von der Abwehrschlacht gegen die „Tommys“ (Tödlicher Frühling). Seibert kam in britische Kriegsgefangenschaft, wo er juristische Vorlesungen hielt, die den Entlassenen später an der Universität angerechnet wurden. Nach dem Zweiten Weltkrieg war Seibert von 1947 bis 1953 Richter am Oberlandesgericht Hamm und schließlich von 1953 bis zu seinem Eintritt in den Ruhestand 1970 Richter am Bundesgerichtshof. Er war dort Mitglied des 6. Strafsenats.

## Veröffentlichungen
Seibert war Mitbegründer des Palandt und hat dort Bestimmungen des Werkvertrags-, Familien- und Erbrechts kommentiert. Nach dem Krieg hat er diese Arbeit aber nicht fortgeführt (siehe: Gedanken zum Palandt, MDR 67, 901). Er hat auch am Reichsgerichtsrätekommentar mitgearbeitet, wo er die Bestimmungen der §§ 701–704 BGB (Einbringung von Sachen bei Gastwirten) und §§ 762–764 BGB (Unvollkommene Verbindlichkeiten) bearbeitete. Zu einer frühen Auflage des Palandt ist ihm folgende Anmerkung vorgeworfen worden:

„Fähig, Erbe zu sein, ist jeder Mensch, auch der Ausländer, der Rassefremde, der Erb- oder Geisteskranke wie der Verbrecher. Unbilligkeit bei Übergehung des Volksgenossen und Sippenangehörigen kann – vom Pflichtteil abgesehen – nur durch erhöhte Erbschaftssteuer ausgeglichen werden […], falls nicht – z.B. bei Erbeinsetzung eines sippefremden Juden – Nichtigkeit wegen Sittenverstoßes vorliegt. Für die Zukunft wäre eine Ausdehnung der Erbunwürdigkeitsfälle wünschenswert.“

Seiberts Stärke war nicht das Fachbuch, sondern die kleine literarische Form. Mit seinen belletristischen Glossen und Reminiszenzen, seinen geistvollen Beobachtungen voller Zitate, Aperçus und Anspielungen (oft auch unter dem Kürzel C.S. veröffentlicht) waren die juristischen Fachzeitschriften der Nachkriegszeit bis zu seinem Tode voll. Seibert war in der Generation der Nachkriegsjuristen sehr bekannt und führte einen umfangreichen Briefwechsel mit den juristischen und literarischen Persönlichkeiten seiner Zeit. Zahlreich sind seine Betrachtungen über causes célèbres (Der Fall Hau, MDR 66, 732; Der Fall Redl, MDR 64, 731; Indizien – The Button and Badge Murder, DRiZ 65, 130; Der Fall Oscar Wilde, MDR 68, 638; William Joyce („Lord Haw-Haw“), MDR 70, 114). Vielfach waren es aber auch menschlich interessante unbekannte Fälle, die er schilderte (Ein teures Abendessen (House of Lords), MDR 75, 949; Der Student und das Mädchen, MDR 70, 388). Beliebt waren auch seine prägnanten Stimmungsbilder ausländischer Gerichte (Macht und Persönlichkeit im US-Supreme Court, JZ 59, 469; Ein Urteil des Pariser Kassationshofs zu Ansprüchen der Geliebten, NJW 70, 985; Rechtsprechung in Grenoble, DRiZ 73, 328).